# Barbara König (Politikerin)

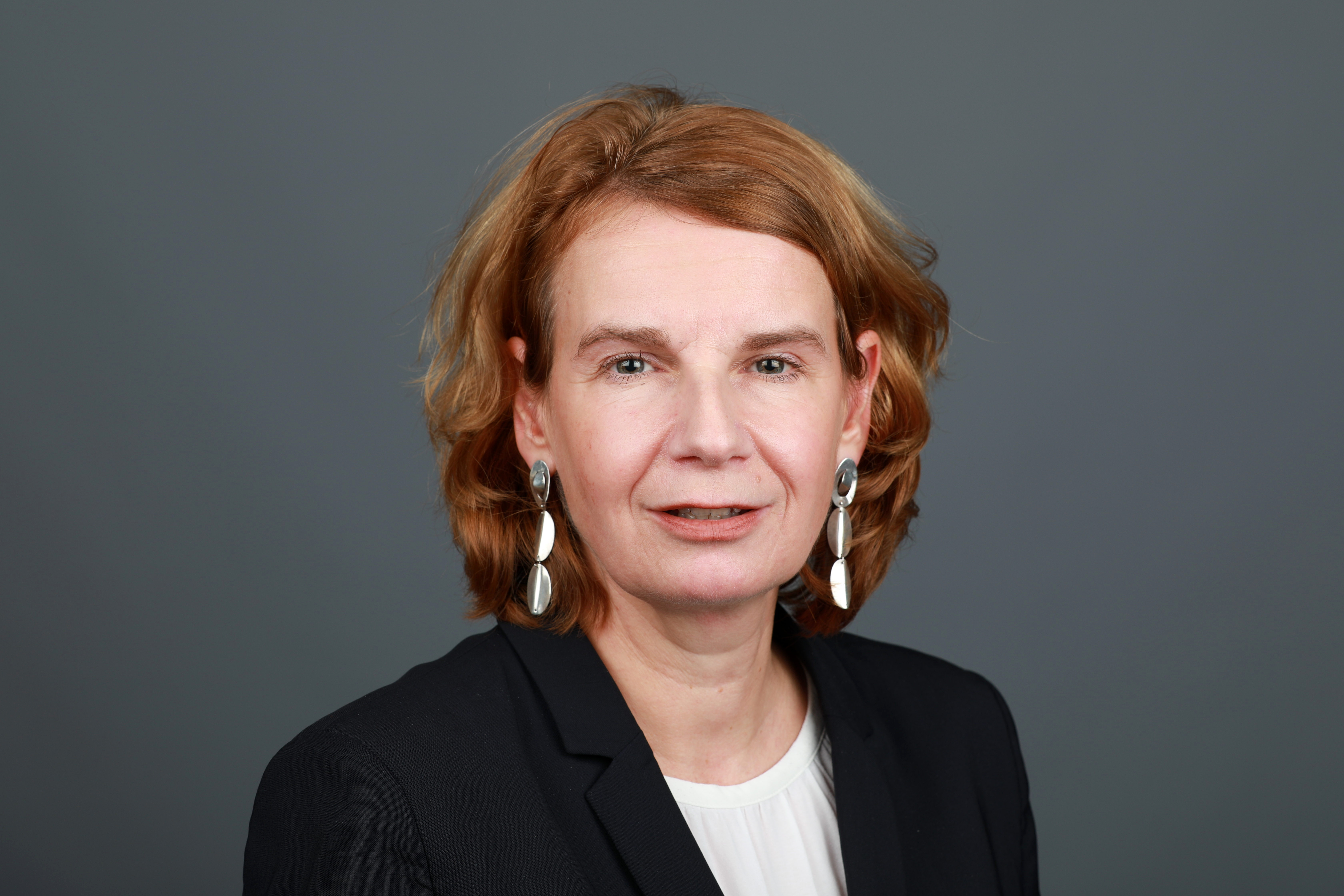
Barbara König (2017)

Barbara König (* 30. August 1969 in Bonn) ist eine deutsche Politikwissenschaftlerin und politische Beamtin (SPD). Vom 9. Dezember 2016 bis zum 31. August 2021 war sie Staatssekretärin für Pflege und Gleichstellung in der Berliner Senatsverwaltung für Gesundheit, Pflege und Gleichstellung des Senats Müller II.

## Leben
Nach ihrem Abitur am Gymnasium Alleestraße in Siegburg (1989) nahm König ein Studium der Fächer Politikwissenschaften, Geschichte und Spanisch an der Rheinischen Friedrich-Wilhelms-Universität Bonn auf. Diese schloss sie 1995 als Magistra Artium ab. In der Folge war sie zwischen 1996 und 2001 Jugendbildungsreferentin des Juso-Landesverbands Nordrhein-Westfalen und von 2001 bis 2003 Projektmanagerin bei der Projekt Ruhr GmbH in Essen, ehe sie 2003 Referentin Sozialpolitik beim AWO Bundesverband e.V. wurde. Diesen Posten hatte König bis 2005 inne, anschließend war sie bis 2015 Geschäftsführerin des Zukunftsforum Familie e.V. und von 2015 bis 2016 Landesgeschäftsführerin des AWO Landesverband Berlin e.V.
Am 9. Dezember 2016 wurde Barbara König von Senatorin Dilek Kolat zur Staatssekretärin für Pflege und Gleichstellung in der Berliner Senatsverwaltung für Gesundheit, Pflege und Gleichstellung im Senat Müller II berufen. Am 8. Juni 2021 wurde bekannt, dass König zum 31. August 2021 auf eigenen Wunsch die Senatsverwaltung und Berlin verlassen werde, um in ihrer Heimat neue berufliche Aufgaben zu übernehmen.
Im Oktober 2021 wechselte sie in den Kreisverband Bonn/Rhein-Sieg der Arbeiterwohlfahrt ein und unterstützte zunächst Geschäftsführer Franz-Josef Windisch. Mit dessen Eintreten in den Ruhestand übernahm König zum Januar 2022 die alleine Geschäftsführung des Kreisverbandes.